# Nice Device
Nice device was een Deense popgroep. De groep werd in 1992 opgericht en mede dankzij hun hitsingle "Cool Corona (Could You Be Like E....)", die in 1993 in Europa meer dan 500.000 keer over de toonbank ging, sleepte de band in 1994 twee Danish Music Awards in de wacht. Cool Corona werd in Nederland alarmschijf en wist zeven weken in de top 40 te staan, met de negende plek als hoogste positie. Tournees volgden in Denemarken, Duitsland en Oostenrijk. 
De groep bracht twee albums uit, The Album in 1993 en Get Inside in 1995.
In de zomer van 1996 trokken de bandleden de stekker uit het project, om zich elk op een eigen muziekcarrière te gaan richten.